# Bảo tàng Khu vực ở Cedynia
Bảo tàng Khu vực ở Cedynia (tiếng Ba Lan: Muzeum Regionalne w Cedyni) là một bảo tàng nằm ở tầng trệt của một ngôi nhà chung cư được xây dựng vào giữa thế kỷ 19, tọa lạc tại số 4 Quảng trường Tự do, Cedynia, Ba Lan. Bảo tàng Khu vực ở Cedynia hoạt động trong cơ cấu tổ chức của Trung tâm Văn hóa và Thể thao Cedynia.

## Lịch sử
Bảo tàng Khu vực ở Cedynia được thành lập vào năm 1966, nhân lễ kỷ niệm Thiên niên kỷ của Nhà nước Ba Lan. Năm 1967, Bảo tàng được đặt tên hiện tại.

## Triển lãm
Bộ sưu tập của Bảo tàng Khu vực ở Cedynia hiện đang bao gồm một triển lãm thường trực mang tên "Từ lịch sử của Cedynia và khu vực xung quanh": triển lãm khảo cổ từ các cuộc khai quật (vật triển lãm lâu đời nhất có niên đại 12.000 năm trước Công nguyên là di tích của voi ma mút và hươu khổng lồ) từ thời kỳ đồ đá, thời kỳ đồ đồng và thời kỳ đồ sắt (vật dụng, quần áo, vũ khí, và các thứ khác). Ngoài ra, Bảo tàng còn tổ chức triển lãm về Trận Cedynia diễn ra vào tháng 4 năm 1945: trưng bày các biểu đồ thể hiện quá trình chiến đấu và các thiết bị quân sự. Bảo tàng cũng có một tháp quan sát được xây dựng vào năm 1895 ở Phố Kościuszki.

## Giờ mở cửa
Bảo tàng Khu vực ở Cedynia hoạt động quanh năm, mở cửa tất cả các ngày trong tuần trừ thứ Hai. Khách tham quan phải trả phí vào cửa.